# Emmesomyia argentina
Emmesomyia argentina este o specie de muște din genul Emmesomyia, familia Anthomyiidae, descrisă de John Otterbein Snyder în anul 1957. Conform Catalogue of Life specia Emmesomyia argentina nu are subspecii cunoscute.